# Apnee
Apnee (din greacă: απνοια, care provine din prefixul α- "fără" și πνεειν "a respira") este un termen din fiziologie ce se referă la suspendarea temporară a respirației.
Poate fi voluntară sau indusă prin diferite metode (cum ar fi strangularea).
În timpul apneei, volumul plămânilor nu se schimbă deoarece nu are loc mișcarea mușchilor respiratori.
Cu toate că nu mai are loc schimbul de gaze dintre plămâni și mediul exterior, respirația celulară nu este afectată dacă apneea este de scurtă durată.
Dacă este de durată mai mare (mai mult de 3-4 minute), lipsa de oxigen din circulația sanguină poate conduce la traume cerebrale permanente.
Apneea este folosită de cei care practică scufundarea liberă.
Cercetătoarea Melissa Llardo de la centrul de Geogenetică a Universității din Copenhaga a constatat în cursul unei călătorii în Tailanda că o populație nomadă de pescari, denumită Bajau, care navighează între insulele din Filipine, Malaysia și Indonezia, este capabilă să facă scufundări în apnee cu o durată de până la 13 minute, la adâncimi de până la 60 m. Toți acești scufundători au o caracteristică genetică deosebită: splina este deosebit de mare, caracteristică constatată și la mamiferele marine care își petrec mult timp vânând sub apă.